# Вишеград (крепост)
Вижте пояснителната страница за други значения на Вишеград.
Вишеград е древна урбанизирана територия/местност на около 5 km югоизточно от град Кърджали над водите на язовир Студен кладенец, на десния бряг на река Арда над село Вишеград.
Крепостта Вишеград е обявена за паметник на културата от национално значение през 1968 година, както следва: „Област Кърджали… № 1. С. Вишеград, Римска крепост – м. „Хисар алът“ – 500 м И, Архитектурно-строителен от Античността и Средновековието, ДВ бр.67/1968 г.“.

## Наименование
Името Вишеград е с български произход и означава „град на високо“, „висок град“ – давано на крепости и в други европейски държави. Сред части от местното население крепостта (замъкът – по Никола Иванов) е известна и с топонима Хисар Юстю (Горна крепост).

## Местоположение
На тази територия, освен село Вишеград са разположени:
- Тракийска крепост, върху възвишението „Каменен харман“, на 2 km югозападно от село Вишеград
- Средновековна крепост, на 50 m северозападно от село Вишеград.[3]
- Откритите археологични обекти в прилежащата територия на селото и крепостите свидетелстват за тракийския облик на материалната култура на древните заселници.

Тракийската крепост е изградена на кота 369,3 m. Средновековната крепост е изградена на кота 306,4 m. Двете крепости и селото са разположени на една извита линия. Свързват ги естествени седловини с плавен наклон към реката.

## Тракийска крепост
Тракийската крепост е изградена във „времето между бронзовата и ранножелязната епоха“.(Иван Балкански) Населението на Тракийската крепост Вишеград принадлежи на ранните европейци от „… епичното Преселение на народите от граничното време на бронза.“ Основателно се допуска, че тази крепост продължава развитието си и през Античността и Средновековието – I и II българско царство.
От изток, юг и запад е достъпна само на отделни места. Северната страна е защитена със стена, която има дъговидна форма, разширена в западния край. При разкопките, които са правени тук през 1971 – 1974 г., е разчистена крепостната стена и вътрешността на крепостта.
Стената е дебела приблизително 2 метра и е висока около 1 метър. Зидана е с необработени камъни, споени с калов разтвор, като на места фугите са запълнени с малки камъчета и пръст. Входът към крепостта се намира в най-източния край, той е широк около 2 метра.
На няколко места във вътрешността са открити подове на землянки и основи на пещи. При разкопките са намерени още хромели, фрагменти от глинени съдове, железни оръдия на труда и оръжия. Най-ранните материали са от прехода между бронзовата и ранножелязната епоха.

## Средновековна крепост
Средновековната крепост има пряка визуална връзка през реката с крепостта на кота 586,7 m, отъждествявана със средновековната българска крепост Моняк (Moniac)/Мъняк на насрещния ляв бряг на река Арда, както и с крепостта на Кърджалийския манастир (около 230 m) – раннохристиянски ансамбъл с черква „Свети Йоан Предтеча“, на десния бряг на река Арда. Изказани са основателни предположения, че корените на днешния град Кърджали са в крепостта Вишеград, която може да се свърже със значителния по размери и население град, с обширен некропол, върху малка част от който е построен Кърджалийският манастир с крепостни стени и черква „Свети Йоан Предтеча“, открит от Ст.н.с.к.и.н. Екатерина Манова през 1962 година. По темата пише проф. д-р Стамен Михайлов от БАН.

## Прилежаща територия
На 150 m югозападно от днешното село Вишеград има намерени не по-малко от 17 тракийски могили. 2 тракийски надгробни могили са открити в местността „Южин“ на 1,5 km южно от село Островица до Вишеград. Част от тези могили са разрушени при изкопни работи. Могилите са проучени чрез археологични разкопки през 1970 – 1972 година от екип с ръководител Цветана Дремсизова-Нелчинова и с участието на археолога от Окръжния исторически музей – Кърджали Иван Балкански